# Amécourt
Ne doit pas être confondu avec Omécourt.
Pour le patronyme, voir Famille d'Amécourt.
Amécourt est une commune française située dans le département de l'Eure, en région Normandie.

## Géographie

### Localisation
Amécourt est une commune du Nord-Est du département de l'Eure, limitrophe de celui de l'Oise et proche de celui de Seine-Maritime. Son territoire occupe une partie de la vallée de l'Epte et s'étend, à l'ouest, sur le plateau environnant. De ce fait, Amécourt appartient à la région naturelle du Vexin normand. L'atlas des paysages de Haute-Normandie la classe même plus précisément au sein de l'unité paysagère de la vallée de l'Epte. À vol d'oiseau, le bourg est à 11,5 km au nord de Gisors, à 26 km à l'ouest de Beauvais, à 47 km à l'est de Rouen et à 58 km au nord-est d'Évreux.
|                       | Bouchevilliers      |                     |
| Mainneville Hébécourt | Amécourt            | Talmontiers (Oise)  |
|                       | Bazincourt-sur-Epte | Sérifontaine (Oise) |

### Hydrographie
La commune est située dans le bassin Seine-Normandie. Elle est drainée par l'Epte, deux bras de l'Epte et divers autres petits cours d'eau.
L'Epte, d'une longueur de 113 km, prend sa source dans la commune de Compainville et se jette  dans la Seine à Notre-Dame-de-la-Mer, après avoir traversé 44 communes.

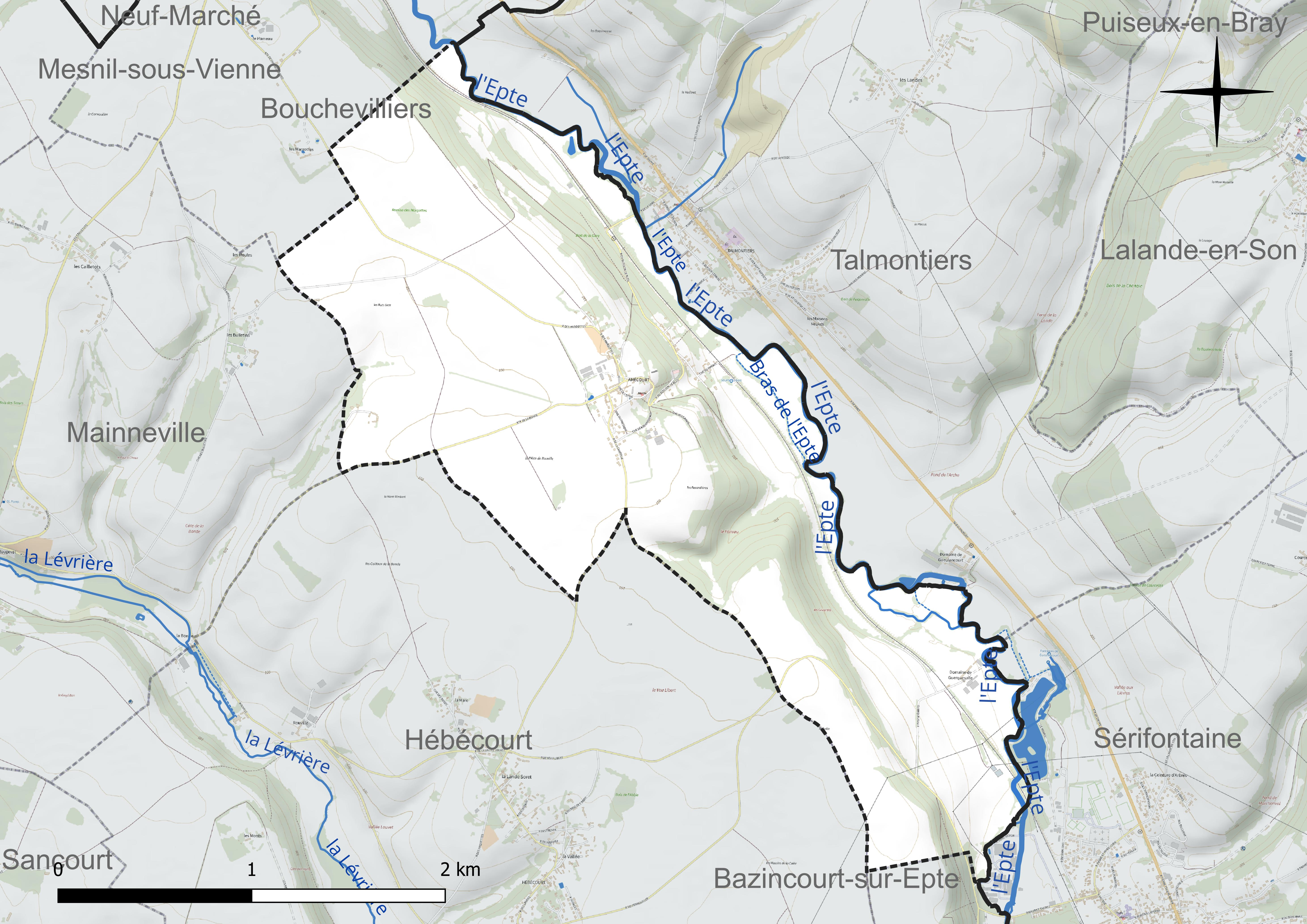
Réseau hydrographique d'Amécourt.

### Climat
Pour des articles plus généraux, voir Climat de la Normandie et Climat de l'Eure.
En 2010, le climat de la commune est de type climat océanique dégradé des plaines du Centre et du Nord, selon une étude du CNRS s'appuyant sur une série de données couvrant la période 1971-2000. En 2020, Météo-France publie une typologie des climats de la France métropolitaine dans laquelle la commune est exposée à un climat océanique et est dans la région climatique Sud-ouest du bassin Parisien, caractérisée par une faible pluviométrie, notamment au printemps (120 à 150 mm) et un hiver froid (3,5 °C). Parallèlement le GIEC normand, un groupe régional d’experts sur le climat, différencie quant à lui, dans une étude de 2020, trois grands types de climats pour la région Normandie, nuancés à une échelle plus fine par les facteurs géographiques locaux. La commune est, selon ce zonage, exposée à un « climat des plateaux abrités », correspondant aux plaines agricoles de l’Eure, avec une pluviométrie beaucoup plus faible que dans la plaine de Caen en raison du double effet d’abri provoqué par les collines du Bocage normand et par celles qui s’étendent sur un axe du Pays d'Auge au Perche.
Pour la période 1971-2000, la température annuelle moyenne est de 10,5 °C, avec  une amplitude thermique annuelle de 14,4 °C. Le cumul annuel moyen de précipitations est de 768 mm, avec 12 jours de précipitations en janvier et 8,2 jours en juillet. Pour la période 1991-2020, la température moyenne annuelle observée sur la station météorologique la plus proche, située sur la commune d'Étrépagny à 12 km à vol d'oiseau, est de 11,3 °C et le cumul annuel moyen de précipitations est de 774,0 mm,. Pour l'avenir, les paramètres climatiques de la commune estimés pour 2050 selon différents scénarios d’émission de gaz à effet de serre sont consultables sur un site dédié publié par Météo-France en novembre 2022.

## Urbanisme

### Typologie
Au 1er janvier 2024, Amécourt est catégorisée commune rurale à habitat dispersé, selon la nouvelle grille communale de densité à 7 niveaux définie par l'Insee en 2022.
Elle est située hors unité urbaine. Par ailleurs la commune fait partie de l'aire d'attraction de Paris, dont elle est une commune de la couronne,.

### Occupation des sols
L'occupation des sols de la commune, telle qu'elle ressort de la base de données européenne d’occupation biophysique des sols Corine Land Cover (CLC), est marquée par l'importance des territoires agricoles (84,4 % en 2018), une proportion identique à celle de 1990 (84,4 %). La répartition détaillée en 2018 est la suivante : 
terres arables (57,1 %), prairies (20,1 %), forêts (15,5 %), zones agricoles hétérogènes (7,2 %), zones industrielles ou commerciales et réseaux de communication (0,1 %). L'évolution de l’occupation des sols de la commune et de ses infrastructures peut être observée sur les différentes représentations cartographiques du territoire : la carte de Cassini (XVIIIe siècle), la carte d'état-major (1820-1866) et les cartes ou photos aériennes de l'IGN pour la période actuelle (1950 à aujourd'hui).

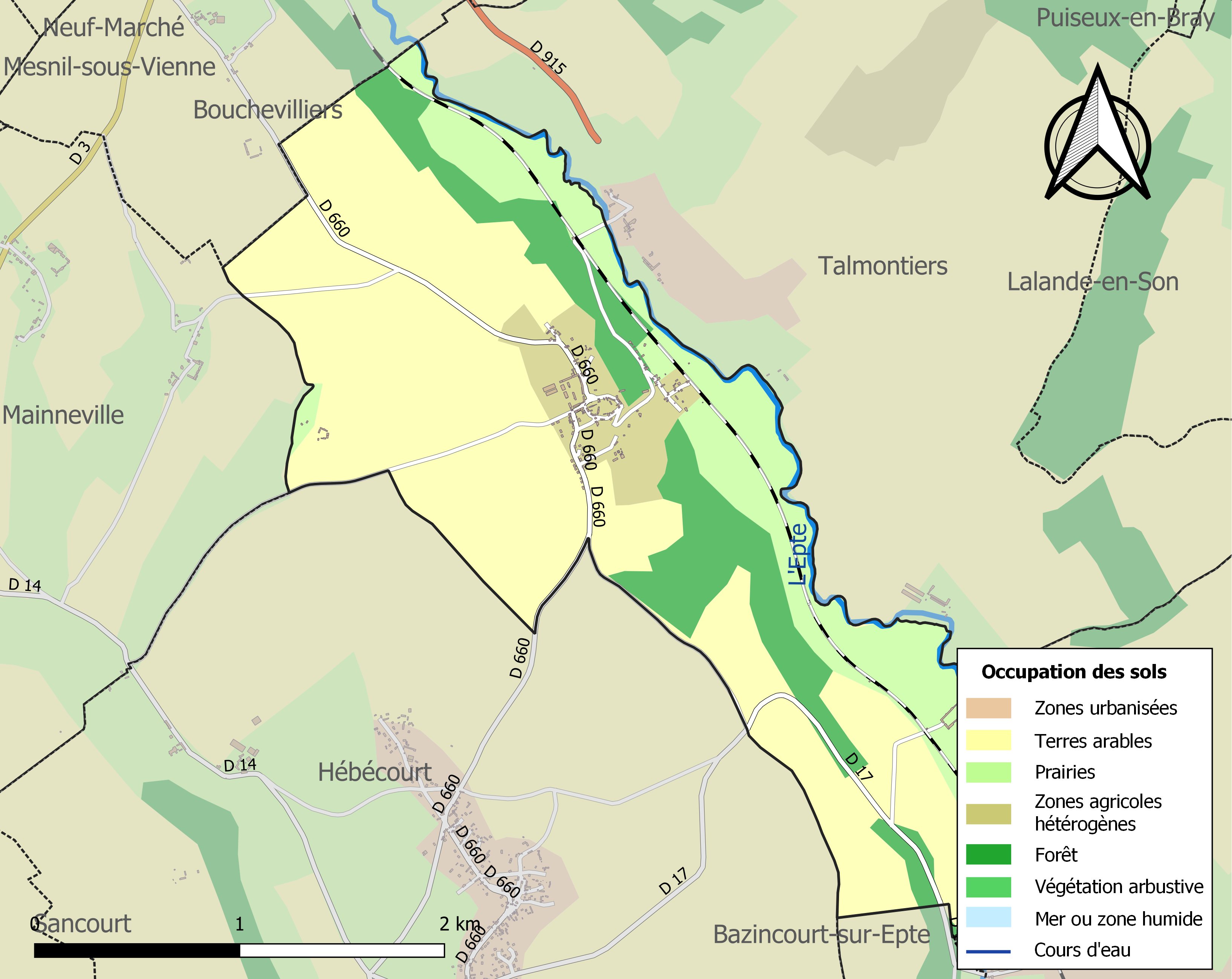
Carte des infrastructures et de l'occupation des sols de la commune en 2018 (CLC).

## Toponymie
Le nom de la localité est attesté sous les formes Amercurtis vers 1165 (cartulaire blanc de Saint-Denis), Amercort (charte de Rotrou, archives de Rouen) et Armercort en 1166,, Amecurtis en 1178 (bulle d’Alexandre III), Aamercort en 1199 (bulle d’Innocent III), Aumenecort en 1215 (Cartulaire de Sausseuse), Amecort en 1239 (Charte de l’abbaye du Val-Notre-Dame), Amata curia en 1272 (Cartulaire blanc de Saint-Denis), Armercort en 1275 (Cartulaire blanc de Saint-Denis), S. Helerius de Amecuria en 1258 (pouillé d’Eudes Rigaud), Aymecourt en 1308 (Charte de Philippe le Bel).

## Histoire
Certaines découvertes, notamment des pierres taillées, des haches en silex…, sur le plateau de la commune prouvent que la vallée de l’Epte était habitée depuis fort longtemps. La découverte de médailles romaines et de candélabres démontre l’installation des Romains sur l’implantation du village.
Les origines d'Amécourt dateraient de l'époque du haut Moyen Âge (entre 500 et 750 ap. J.-C.).
La rivière Epte, qui traverse la commune, est la frontière entre le département de l’Eure et celui de l'Oise. En effet, c’est le traité de Saint-Clair-sur-Epte (911) qui fait de l'Epte la limite de la Normandie. Charles III y concède à Rollon, chef viking, la région comprise entre l'Epte et la mer : la Normandie est née. L’Epte, frontière naturelle devient frontière historique, puisqu’elle délimite encore la Normandie de la Picardie.
En outre, la forêt de Lyons s'étendait jadis jusqu'au bois de Gisors (autrefois « Buisson Bleu »).
Sept villages de la seigneurie de Mainneville (Amécourt, Hébécourt, Heudicourt, Mainneville, Sancourt, Saint-Denis-le-Ferment et Tierceville) reçoivent la jouissance de la forêt comprise dans leurs limites, contre rente probablement à partir du XIIe siècle. 
C'est Philippe le Bel, qui reconnaît « officiellement » l’existence de droits aux habitants des « Sept-Villes-de-Bleu », à travers la création d’une première organisation administrative forestière en instituant les charges de « Maîtres et Gardes des Eaux et Forêts », à la suite d'une ordonnance du 23 mars 1302.
Les habitants des Sept-Villes-de-Bleu, forts de leurs droits, défrichent la forêt, font pâturer leurs bétails, utilisent le bois pour la construction et le chauffage et l’élaboration d’outils agricoles. Mais non sans mal, en effet, pendant plus de cinq siècles, les habitants de ces villages ont lutté avec acharnement contre leurs propres seigneurs, mais aussi contre l’administration des Eaux et Forêts, voire contre les rois eux-mêmes, afin de conserver leur privilège.
Cette lutte se termine le 16 février 1805 quand le conseil d'État décide de laisser aux paysans la jouissance du terrain. En effet, celui-ci est entièrement défriché, cultivé et change de statut, puisque, de bien commun, il devient propriété privée, selon les idées en vigueur lors de la Révolution.
Ainsi le coteau du village compte encore quelques parties boisées et des pâtures pour les troupeaux ovins et bovins au plus près de la rivière, tandis que le plateau, sur les hauteurs, est consacré à l’exploitation céréalière.

## Politique et administration
| Période                                  | Période      | Identité          | Étiquette | Qualité                   |
| ---------------------------------------- | ------------ | ----------------- | --------- | ------------------------- |
| mars 2008                                | 2014         | Jacques Bodescot  |           |                           |
| mars 2014                                | 2018         | Alain Béal        | SE        | Ingénieur                 |
| 2018                                     | octobre 2020 | Arnaud Descharles |           | Surveillant pénitentiaire |
| février 2021                             | En cours     | Jérôme Vrel       |           | Agriculteur               |
| Les données manquantes sont à compléter. |              |                   |           |                           |

## Démographie
L'évolution du nombre d'habitants est connue à travers les recensements de la population effectués dans la commune depuis 1793. Pour les communes de moins de 10 000 habitants, une enquête de recensement portant sur toute la population est réalisée tous les cinq ans, les populations de référence des années intermédiaires étant quant à elles estimées par interpolation ou extrapolation. Pour la commune, le premier recensement exhaustif entrant dans le cadre du nouveau dispositif a été réalisé en 2005.

En 2022, la commune comptait 174 habitants, en évolution de +6,1 % par rapport à 2016 (Eure : −0,25 %, France hors Mayotte : +2,11 %).
| 1793 | 1800 | 1806 | 1821 | 1831 | 1836 | 1841 | 1846 | 1851 |
| ---- | ---- | ---- | ---- | ---- | ---- | ---- | ---- | ---- |
| 223  | 231  | 225  | 263  | 260  | 237  | 218  | 200  | 229  |

| 1856 | 1861 | 1866 | 1872 | 1876 | 1881 | 1886 | 1891 | 1896 |
| ---- | ---- | ---- | ---- | ---- | ---- | ---- | ---- | ---- |
| 194  | 205  | 188  | 213  | 214  | 199  | 190  | 195  | 171  |

| 1901 | 1906 | 1911 | 1921 | 1926 | 1931 | 1936 | 1946 | 1954 |
| ---- | ---- | ---- | ---- | ---- | ---- | ---- | ---- | ---- |
| 172  | 201  | 189  | 179  | 166  | 180  | 129  | 120  | 129  |

| 1962 | 1968 | 1975 | 1982 | 1990 | 1999 | 2005 | 2006 | 2010 |
| ---- | ---- | ---- | ---- | ---- | ---- | ---- | ---- | ---- |
| 137  | 105  | 87   | 111  | 106  | 145  | 162  | 168  | 177  |

| 2015 | 2020 | 2022 | - | - | - | - | - | - |
| ---- | ---- | ---- | - | - | - | - | - | - |
| 167  | 174  | 174  | - | - | - | - | - | - |

## Culture locale et patrimoine

### Lieux et monuments
Amécourt compte plusieurs édifices inscrits à l'inventaire général du patrimoine culturel :
- l'église Saint-Hélier (XIIe, XVIe et XVIIIe siècles)[26]. La nef a été construite, en partie, au XIIe siècle, le chœur a été reconstruit en 1577 et le portail porte la date 1706. L'édifice comprend notamment des vitraux représentant saint Joseph (1895), saint Maur (1894), saint Jean Évangéliste (1940), la Sainte Vierge (1879) et saint Louis (1879). S'y trouve également une sculpture de sainte Anne en bois du XVe siècle et un confessionnal en bois du XVIIIe siècle[27] ;
- la chapelle Sainte-Anne ou Saint-Maur (XIXe)[28]. Cette chapelle a été édifiée en 1859 pour M. Dumesnil. Toute en brique, elle est de plan allongé à vaisseau unique. Son toit à longs pans est recouvert d'ardoise et surmonté d'une flèche pyramidale au faîte du toit à l'avant de la nef. Le chevet est de forme polygonal et à trois pans. Enfin, cette chapelle accueille un pèlerinage chaque année à la fin du mois de juillet[29] ;
- le presbytère (XVIIIe)[30] ;
- un château du XVIIIe siècle[31]. Les propriétaires successifs ont été les familles de l'Isle, de Fours, de Beauvais, de Harle, Sublet, Dufour de Longuerue, Lefèvre d'Amécourt et Flicoteaux[32] ;
- le domaine du Pâtis, manoir fortifié reconstruit au début du XVIIIe siècle, situé sur la place du village[33].

Autres lieux :
- le lavoir communal, construit en bois avec une couverture en tuiles et alimenté par une source. Il possède un système de vannage qui permet de contrôler le niveau de l’eau ;
- une statue de la Sainte-Vierge, érigée sur la place du Pâtis.

### Héraldique
| Blason de Amécourt | Blason  | Tiercé en pairle renversé : au 1er de gueules à deux léopards d'or armés et lampassés d'azur l'un au-dessus l'autre, au 2e de sinople à saint Hélier en pied d'or, au 3e d'argent à trois fasces ondées d'azur. |
| Blason de Amécourt | Détails | Les deux léopards d'or des armoiries d'Amécourt rappellent les armoiries de la Normandie. Adopté le 21 septembre 2021.                                                                                          |